# Can Valls (Canovelles)
Can Valls és una masia de planta quadrada amb dos pisos d'alçada al municipi de Canovelles (Vallès Oriental) inclosa a l'Inventari del Patrimoni Arquitectònic de Catalunya. Can Valls de la Garriga havia format part del seu patrimoni. Ho van vendre per tal de fer front a un plet. Durant la Guerra del Francès van intentar cremar la masia.
La porta principal emmarcada dins un arc de mig punt de pedra; a la clau de la volta hi havia una data i possiblement alguna inscripció o escut, però va ser picada durant la guerra del Francès. A la façana hi ha un cos afegit per tal de poder construir una terrassa al primer pis. Aquesta obra es va realitzar al voltant dels anys 40. Hi ha un rellotge de sol entre dues finestres de la façana principal i estables adossats a l'ala esquerra.